# Municipio de Fairmount (Illinois)
El municipio de Fairmount (en inglés: Fairmount Township), es un municipio ubicado en el condado de Pike en el estado estadounidense de Illinois. En el año 2010 tenía una población de 188 habitantes y una densidad poblacional de 1,93 personas por km².

## Geografía
El municipio de Fairmount se encuentra ubicado en las coordenadas 39°47′34″N 90°51′47″O / 39.79278, -90.86306. Según la Oficina del Censo de los Estados Unidos, el municipio tiene una superficie total de 97.44 km², de la cual 97,42 km² corresponden a tierra firme y (0,01 %) 0,01 km² es agua.

## Demografía
Según el censo de 2010, había 188 personas residiendo en el municipio de Fairmount. La densidad de población era de 1,93 hab./km². De los 188 habitantes, el municipio de Fairmount estaba compuesto por el 98,4 % blancos, el 0,53 % eran asiáticos, el 0,53 % eran isleños del Pacífico y el 0,53 % eran de una mezcla de razas. Del total de la población el 1,06 % eran hispanos o latinos de cualquier raza.